# Alberto Pumarejo
Mario Alberto Pumarejo Vengoechea (Barranquilla, 2 maggio 1893 – Barranquilla, 14 agosto 1970) è stato un politico colombiano.
È stato deputato, consigliere comunale, sindaco di Barranquilla, rappresentante alla Camera, senatore per il dipartimento dell'Atlantico e la Magdalena, ministro nazionale delle comunicazioni e della guerra colombiano e ambasciatore.

## Biografia
Figlio di Urbano Pumarejo, industriale e banchiere originario di Valledupar e Beatriz Vengoechea, studiò in Europa e si laureò come avvocato a Bogotà nel 1916.
Ha iniziato la sua attività politica come deputato all'Assemblea della Magdalena nel 1917, ma non è riuscito a ricoprire l'incarico perché il governatore dell'Atlantico, Abel Carbonell, lo ha nominato sindaco di Barranquilla. Tra il 15 giugno 1923 e il 22 gennaio 1925 lavorò come giudice.
Lavorò come direttore della filiale del Banco de Bogota e Barranquilla e come console in Costa Rica e in Svezia; con il decreto del 15 agosto 1930, è stato nominato governatore dell'Atlantico, posizione che ha assunto formalmente il 29 agosto 1930.
Nel 1931 il presidente Olaya Herrera lo promosse al Ministero delle Poste e dei Trasporti, che gestiva all'epoca i trasporti, il servizio postale e le linee telegrafiche, incoraggiando e promuovendo il traffico aereo. Ha lavorato come ministro della guerra tra il luglio 1931 e il maggio 1934. Fu ambasciatore in Venezuela durante il governo di Eduardo Santos (1938-1942). Il presidente Alfonso López Pumarejo nel 1934 lo nominò direttore della polizia nazionale, carica che ricoprì tra settembre e ottobre dello stesso anno, quando poi gli fu conferito l'incarico di Designato alla Presidenza della Repubblica (che corrispondeva in Colombia alla persona in carica per sostituire il Presidente in caso di sua assenza temporanea o assoluto), incarico che ha svolto dal 2 ottobre 1934 fino al 31 dicembre 1936. Ha presieduto il Consiglio di Stato dal 1º novembre 1934 al luglio 1937.